# Arnaud Azoulay
Pour les articles homonymes, voir Azoulay.
Arnaud Azoulay est un acteur français.

## Biographie
Né le 7 octobre 1989 à Paris, il est repéré lors d'un casting sauvage devant son lycée, Alphonse de Lamartine, en 2007.
Il interprète notamment le personnage de Guy-Manuel de Homem-Christo dans le film de Mia Hansen Love, Eden.

## Filmographie

### Acteur

#### Cinéma
- 2017 : La fête est finie de Marie Garel-Weiss :  Arnaud
- 2014 : Eden de Mia Hansen-Løve :  Guy-Manuel de Homem-Christo
- 2011 : Un amour de jeunesse de Mia Hansen-Løve : Le frère de Camille
- 2009 : Sweet Valentine de Emma Luchini : Vine, le dealer
- 2008 : L'Heure d'été de Olivier Assayas : Le petit ami de Sylvie

#### Télévision
- 2010 : Les Faux-monnayeurs de Benoît Jacquot : Alfred Dhurmer

#### Court-métrage
- 2021 : Dublum de François Bénichou et Paul-Louis Veisse